# Monetae cudendae ratio

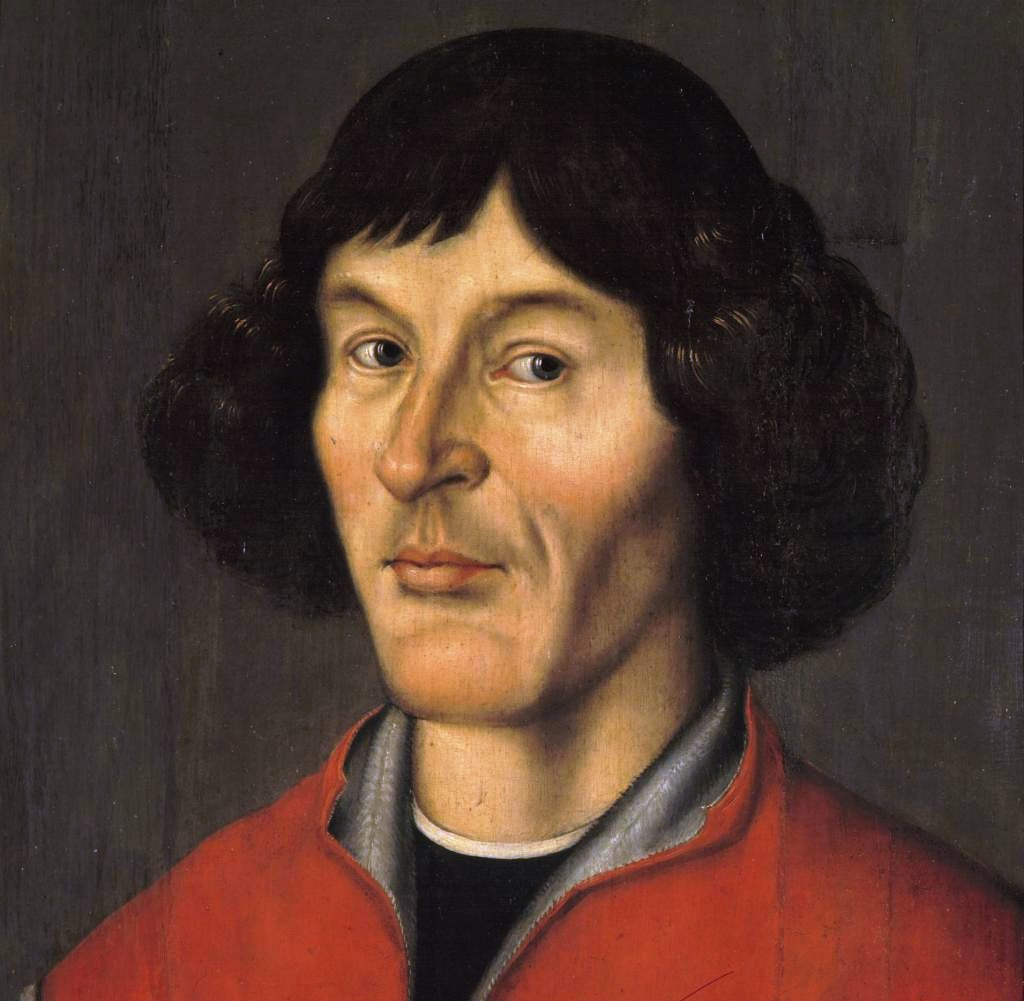
Nicolás Copérnico

Monetae cudendae ratio (también deletreado Monetæ cudendæ ratio; en español:«Sobre la acuñación de monedas»; o «Tratado sobre dinero») es un documento sobre monedas escrito por Nicolás Copérnico. Fue escrito en 1526 a petición de Segismundo I el Viejo, Rey de Polonia, y fue presentado a la Dieta prusiana.

## Historia
El primer borrador de Copérnico de su ensayo en 1517 se tituló De aestimatione monetae («Sobre el valor de la moneda»). Revisó sus notas originales, mientras estaba en Olsztyn (Allenstein) en 1519 (la cual defendió contra los Caballero Teutónicos), como Tractatus de monetis («Tratado sobre la moneda») y Modus cudendi monetam («La forma de acuñar monedas»). Hizo esto la base de un informe que presentó a la Dieta prusiana en Grudziądz (Graudenz) en 1522; el amigo de Copérnico, Tiedemann Giese, lo acompañó en su viaje a Graudenz. Para la Dieta prusiana en 1528, Copérnico escribió una versión ampliada de este documento, Monetae cudendae ratio, estableciendo una teoría general del dinero.
En el documento, Copérnico postuló el principio de que "el mal dinero expulsa al bueno", que más tarde se denominó como la Ley de Gresham, después de una descripción posterior por Sir Thomas Gresham. Nicole Oresme había notado este fenómeno anteriormente, pero Copérnico lo redescubrió de forma independiente. La Ley de Gresham todavía se conoce en Polonia,  Europa Central y Oriental como la Ley de Copérnico-Gresham.
En el mismo trabajo, Copérnico también formuló una versión temprana de la teoría cuantitativa del dinero, o la relación entre un stock de dinero, su velocidad, su nivel de precios y la producción de una economía. Como muchos economistas clásicos posteriores de los siglos XVIII y XIX, Copérnico se centró en la conexión entre el aumento de la oferta monetaria y la inflación.
Monetae cudendae ratio también establece una distinción entre el valor de uso y el valor de intercambio de las mercancías, anticipando en unos 250 años el uso de estos conceptos por Adam Smith. Sin embargo, también tenía antecedentes de escritores anteriores, entre ellos Aristóteles.
El ensayo de Copérnico se volvió a publicar en 1816 en la capital polaca, Varsovia, bajo el nombre de Dissertatio de optima monetae cudendae ratione («Disertación sobre la acuñación óptima de monedas»), del cual pocas copias sobreviven a la fecha.

### Revista
- Gigliotti, Joseph (2009). «The Role Of High Inflation In The Decline Of Sixteenth Century Poland-Lithuania's Economy». The Polish Review 54 (1): 61-76. ISSN 0032-2970.